# Josep Maria Comadevall i Crous
Josep Maria Comadevall i Crous (nascut a Salt el 24 de novembre de 1983), més conegut com a Pitu Comadevall, és un futbolista català. Actualment juga a la UE Llagostera ocupant la posició de migcampista.
Format al planter del FC Barcelona, arriba a debutar a primera divisió en partit contra l'Athletic Club. A l'any següent és cedit al Girona FC. Entre el 2007 i el 2009 milita a la UD Las Palmas, que també el cediria, ara al CF Gavà. El 2009 deixa l'equip canari, romanent com a agent lliure, i va tornar a Catalunya, per jugar successivament al CF Gavà, al CF Badalona, al CE L'Hospitalet i a la UE Llagostera, equip amb el qual la temporada 2013-14 va aconseguir un històric ascens a Segona Divisió.